# Monohalogenmethane
| Strukturformel |             |             |            |           |
| Name           | Fluormethan | Chlormethan | Brommethan | Iodmethan |
| Schmelzpunkt   | −137,8 °C   | −97,4 °C    | −93,7 °C   | −66 °C    |
| Siedepunkt     | −78,4 °C    | −23,8 °C    | 4,0 °C     | 42 °C     |
| Kalottenmodell |             |             |            |           |

Die Monohalogenmethane sind organische Verbindungen, in denen im Methan ein Wasserstoffatom durch ein Halogen ersetzt ist. Sie zählen zu den Halogenalkanen bzw. zur Untergruppe der Halogenmethane.